# Hoàng Minh Chính
Hoàng Minh Chính (ur. 16 listopada 1922 w prowincji Nam Hà, zm. 7 lutego 2008 w Wietnamie) – działacz Komunistycznej Partii Wietnamu. Pełnił funkcję wiceministra edukacji, dyrektora partyjnej szkoły Nguyễn Ái Quốc oraz Instytutu Filozofii Marksistowsko-Leninowskiej.
W lata 60. XX wieku krytykował władze Wietnamu za brak demokratyzacji. Został aresztowany pod zarzutem udziału w "antypartyjnej kampanii rewizjonistycznej". Na przełomie XX i XXI wieku był działaczem wietnamskiej opozycji, twórcą Demokratycznej Partii Wietnamu. W 2005 roku władze zezwoliły mu na wyjazd na leczenie do USA. Po powrocie do kraju uczestniczył w prodemokratycznej koalicji Blok 8406. Ze względu na komunistyczną przeszłość krytycznie odnosiła się do niego część młodszej generacji działaczy opozycyjnych. 7 lutego 2008 roku zmarł wskutek choroby.